# V16 (luces)
V16 es la denominación oficial que se da en España al dispositivo luminoso de preseñalización de peligro que se coloca en la parte más visible del vehículo para indicar que ha quedado inmovilizado en la calzada o que su carga se encuentra caída sobre la misma.  Su uso está regulado para circular por España desde el 31 de julio de 2018, cuando se publicó en el BOE una modificación del Reglamento General de Vehículos. El 1 de julio de 2021 estas señales se convirtieron en sustitutos legales del triángulo de emergencia y su versión en conexión con la Dirección General de Tráfico (DGT 3.0) será obligatoria a partir de 2026.

## Descripción
Los V16 son dispositivos de luz intermitente de color amarillo auto que se colocan sobre la carrocería sin tener que salir del vehículo. Cubren un campo de visibilidad de 360° y están alimentados por pilas o baterías autónomas con una duración de al menos 18 meses, por lo que no cuentan con ningún tipo de cable. 
Según el Real Decreto por el que se regulan los servicios de auxilio en España, el dispositivo ha de colocarse en la parte más alta del vehículo inmovilizado, garantizando su máxima visibilidad. El uso de los V16 en España está regulado y su uso está recomendado desde julio de 2021, siendo la mejor alternativa al triángulo preceptivo, que será erradicado en 2026, cuando pasará a ser obligatorio el uso de los dispositivos V16 conectados con la DGT 3.0.
La baliza V16 debe tener un código de homologación que pueda verse sin dificultad y que no se deteriore: LCOE XXXXXXXXXXG1 o IDIADA PC XXXXXXXX. En ese código, en lugar de la letra x estaría la fecha de homologación y el número de serie.

## Historia
La baliza V16 nace de la mano del inventor gallego Jorge Torre quien, conocedor de la alta siniestralidad en carretera debido a las paradas de los vehículos por avería o accidente, llevaba algún tiempo buscando una solución que rebajara las cifras de fallecidos y heridos en estas circunstancias. En 2015, Torre creó el primer prototipo de baliza luminosa y se asoció con Jorge Costas, también emprendedor, para lanzar la primera marca de dispositivos V16: Help Flash.
En 2018, y a raíz de la comercialización del producto, diversas administraciones reconocieron las luces V16, que fueron validadas por la DGT como las más eficientes para intentar reducir la siniestralidad asociada a las paradas de vehículos en la calzada por avería o accidente;  por ello fueron incluidas en la Reforma del Reglamento de Vehículos a través de la Orden Ministerial PCI/810/2018.
En marzo de 2021 se aprobó el Real Decreto 159/2021 para la sustitución del triángulo por señales del tipo V16, que en 2026 pasarán a estar conectadas directamente con la Dirección General de Tráfico en su nube DGT 3.0.
Existen diversos dispositivos homologados en el mercado, entre ellos están Help Flash, PF Led One, iWotto E light, Baliza 3e, NK SOS Road y Hero Driver LED.